# Bridgeport Sound Tigers
I Bridgeport Sound Tigers sono una squadra di hockey su ghiaccio dell'American Hockey League con sede nella città di Bridgeport, nel Connecticut. Nati nel 2001 sono affiliati ai New York Islanders, franchigia della National Hockey League, e disputano il loro incontri casalinghi presso la Webster Bank Arena.

## Storia
I Sound Tigers si unirono alla American Hockey League nel 2001, stipulando un accordo per la concessione della pista valida fino al termine della stagione 2020-21. Nel primo anno di vita della franchigia arrivarono subito dei successi importanti, come la vittoria della propria division, il primo posto in classifica al termine della stagione regolare e il titolo della Eastern Conference; tuttavia nelle finali della Calder Cup del 2002 furono sconfitti dai Chicago Wolves.
Da quell'anno in poi non riuscirono più a superare il secondo turno dei playoff. Nella stagione 2011-2012 conquistarono il titolo nella Northeast Division, dieci anni dopo il primo titolo divisionale. La parola "Sound" inserita nel nome della franchigia fa riferimento al braccio di mare che separa Bridgeport da New York chiamato Long Island Sound.

### Affiliazioni
Nel corso della loro storia i Bridgeport Sound Tigers sono stati affiliati alle seguenti franchigie della National Hockey League:
- New York Islanders: (2001-)

## Record stagione per stagione
| Stagione                | Division  | Gare | V  | S  | P  | OTL | SOL | Punti | GF  | GS  | Piazzamento | Play-off |
| ----------------------- | --------- | ---- | -- | -- | -- | --- | --- | ----- | --- | --- | ----------- | --- |
| Bridgeport Sound Tigers |           |      |    |    |    |     |     |       |     |     |             | |
| 2001-02                 | East      | 80   | 43 | 25 | 8  | 4   | -   | 98    | 240 | 192 | 1°          | vince 1º turno (Manitoba) 3-1 vince 2º turno (St. John's) 4-0 vince semifinali (Hamilton) 4-3 perde Calder Cup (Chicago) 1-4 |
| 2002-03                 | East      | 80   | 40 | 26 | 11 | 3   | -   | 94    | 219 | 198 | 2°          | vince 1º turno (Manitoba) 3-0 perde 2º turno (Binghamton) 2-4                                                                |
| 2003-04                 | East      | 80   | 41 | 23 | 12 | 4   | -   | 98    | 178 | 140 | 2°          | perde 1º turno (Wilkes-Barre) 3-4                                                                                            |
| 2004-05                 | East      | 80   | 37 | 38 | -  | 1   | 4   | 79    | 192 | 222 | 6°          | |
| 2005-06                 | East      | 80   | 38 | 33 | -  | 6   | 3   | 85    | 246 | 253 | 4°          | perde 1º turno (Wilkes-Barre) 3-4                                                                                            |
| 2006-07                 | East      | 80   | 33 | 37 | -  | 1   | 6   | 79    | 229 | 267 | 5°          | |
| 2007-08                 | East      | 80   | 40 | 36 | -  | 1   | 3   | 84    | 225 | 240 | 5°          | |
| 2008-09                 | East      | 80   | 49 | 23 | -  | 3   | 5   | 106   | 241 | 212 | 2°          | perde 1º turno (Wilkes-Barre) 1-4                                                                                            |
| 2009-10                 | Atlantic  | 80   | 38 | 32 | -  | 4   | 6   | 86    | 201 | 220 | 5°          | perde 1º turno (Hershey) 1-4                                                                                                 |
| 2010-11                 | Atlantic  | 80   | 30 | 39 | -  | 4   | 7   | 67    | 209 | 256 | 7°          | |
| 2011-12                 | Northeast | 76   | 41 | 26 | -  | 3   | 6   | 91    | 233 | 219 | 1°          | perde 1º turno (Connecticut) 0-3                                                                                             |
| 2012-13                 | Northeast | 76   | 32 | 32 | -  | 7   | 5   | 76    | 218 | 242 | 3°          | |
| 2013-14                 | Northeast | 76   | 28 | 40 | -  | 2   | 6   | 64    | 183 | 238 | 5°          | |
| 2014-15                 | Northeast | 76   | 28 | 40 | -  | 7   | 1   | 64    | 213 | 246 | 5°          | |
| 2015-16                 | Atlantic  | 76   | 40 | 29 | -  | 4   | 3   | 87    | 209 | 220 | 5°          | perde 1º turno (Toronto) 0-3                                                                                                 |

## Record della franchigia

### Singola stagione
Gol: 43  Jeff Hamilton (2003-04)
Assist: 48  Rob Collins (2005-06)
Punti: 76  Jeff Tambellini (2007-08)
Minuti di penalità: 295  Eric Godard (2004-05)
Media gol subiti: 1.38  Wade Dubielewicz (2003-04)
Parate %: .946  Wade Dubielewicz (2003-04)

### Carriera
Gol: 89  Jeff Hamilton
Assist: 110  Rob Collins
Punti: 171  Jeremy Colliton
Minuti di penalità: 705  Eric Godard
Vittorie: 81  Wade Dubielewicz
Shutout: 15  Wade Dubielewicz
Partite giocate: 368  Mark Wotton

## Palmarès

### Premi di squadra
- Macgregor Kilpatrick Trophy: 1

2001-2002
- Richard F. Canning Trophy: 1

2001-2002
- F. G. "Teddy" Oke Trophy: 2

2001-2002, 2011-2012

### Premi individuali
- Dudley "Red" Garrett Memorial Award: 1

Wade Dubielewicz: 2003-2004
- Harry "Hap" Holmes Memorial Award: 1

Wade Dubielewicz e Dieter Kochan: 2003-2004
- Willie Marshall Award: 1

Jeff Hamilton: 2003-2004